# Seven (film)
 For alternative betydninger, se Seven. (Se også artikler, som begynder med Seven)
Seven (sommetider skrevet Se7en) er en amerikansk thriller fra 1995, instrueret af David Fincher.
En seriemorder dræber, eller får dræbt, diverse personer ud fra de syv dødssynder:
- GLUTTONY – fråseri,
- GREED – griskhed,
- SLOTH – ladhed,
- LUST – nydelsessyge,
- PRIDE – hovmod,
- ENVY – misundelse,
- WRATH – vrede.

## Medvirkende
- Brad Pitt – KA David Mills
- Morgan Freeman – KA William Somerset
- Kevin Spacey – John Doe
- Gwyneth Paltrow – Tracy Mills